# Anisodes maculifera
Anisodes maculifera là một loài bướm đêm trong họ Geometridae.